# Cerkev sv. Lamberta, Radiše
Rimskokatoliška župnijska cerkev Radiše  se nahaja v istoimenski vasi in nekdanji samostojni občini Radiše (nemško Radsberg) danes v primestni občini  Žrelec na Radiških Gurah nad Celovškim poljem  v političnem okraju Celovec-dežela na avstrijskem osrednjem Južnem Koroškem. 
Cerkev je spomeniškim varstvom. Poleg cerkve in slovenskega kulturnega doma in farovža je postavljen spomenik 220 družinam in 1000 slovenskim žrtvam deportiranja 14. in 15. aprila 1942 v prisilno delo v nacistično Nemčijo.
Župnija je posvečena svetemu Lambertu iz Liègea in spada v dvojezično dekanijo Tinje v Krški škofiji. Do leta 1938 je bila uradno slovenska fara in je danes uradno dvojezična.   Župnijska cerkev je pod spomeniškim varstvom.

## Zgodovina cerkve
Prvotno je radiška župnijska cerkev verjetno bila zasebna cerkev Eppensteinov. Cerkev je prič omenjena v listini iz leta 1216 kot kapiteljska župnija gosposvetske. proštije.
Notranjost je bila obnovljena leta 1957.

## Arhitektura
Poznogotska cerkvena stavba iz začetka 16. stoletja ima v severni steni verjetno ostanke romanskega obzidja. Dominantni zahodni stolp iz leta 1557 ima oboke, čebulasto kupolo pa so zamenjali po požaru leta 1955. Na jugu ladje so dvostopenjski oporniki. Rahlo vdolbeni prezbiterij s petstranim zaključkom kaže preproste stenske opore, ki so na zunanji strani postavljene pod pravim kotom. Zakristija, ki je postavljena severno od ladje in kora, ima v vzhodni steni zazidane ostanke tramov. Odprto preddverje pred zahodnim stolpom, ki je bil pozneje prizidan na zahodu, varuje profiliran gotski portal s koničastim lokom, poslikan leta 1886.
Na južni steni cerkve je gotska slika svetega Krištofa, ki je bila delno uničena z izbitjem okna v 18. stoletju. Na severni steni je slika svetega Krištofa iz leta 1948.
Notranjost cerkve ima preddverje s stolpom pod žlebičastim sklepnikom. Triladijska ladja ima poznogotski vzporedni rebrasti obok s križajočimi se rebrastimi loki na okroglih servisih. Poznogotsko mrežasto rebrasto orgelsko podstrešje stoji na dveh ločilnih stebrih in treh ogliščnih ločnih lokih. Visoki triumfalni obok je oglejski. Dvonadstropni prezbiterij je sklenjen s sodčastim sklepnikom s spandreli na okroglih servisih in konzolah; poznogotska rebra so bila odstranjena. Na železno vezanih vratih v zakristijo sta upodobljena Madona z otrokom in sveti Janez Krstnik iz 18. stoletja.
Na severni steni cerkve je priljubljena freska Poslednje sodbe iz druge polovice 16. stoletja, odkrita leta 1900. Na desni stranski plošči sta upodobljena mati in otrok s simboliziranimi kačami za skušnjave človeškega rodu od izvirnega greha, lovorjev venec s križem na ženski glavi nakazuje odrešitev in zmago s krstom.

## Notranja oprema
Na glavnem oltarju s konca 18. stoletja so upodobljeni svetniki Lambert in Mihael, Peter in Pavel ter Florijan, v središču pa Barbara.
Preprosta krstilnica je poznogotska.

## Grobni spomeniki
Na južni strani je nagrobnik z letnico 1691.

## Kostnica
Kostnica, posvečena svetemu Mihaelu, stoji jugovzhodno od cerkve. Gotska okrogla stavba ima stožčasto streho s skodlami. Notranjost kostnice ima majhno polkrožno apsido, raven strop je iz lesa.

## sklici
1. ↑  Zveza slovenskih pregnank in pregnancev (ZSP): https://www.pregnanci.at/sl/
2. ↑   Bojan-Ilija Schnabl: Pfarrkarte der Diözese Gurk/Krška škofija 1924. V: Enciklopedija slovenske kulturne zgodovine na Koroškem, Dunaj, Weimar, Köln, (Böhlau) 2016, 2. zv., str. 1027-1034.
3. ↑  Seznam_dekanij_Krške_škofije